# Chloroclystis palaearctica
Chloroclystis palaearctica är en fjärilsart som beskrevs av Brandt 1938. Chloroclystis palaearctica ingår i släktet Chloroclystis och familjen mätare. Inga underarter finns listade i Catalogue of Life.